# Park Avenue (Magazin)
Park Avenue war ein Personality-Magazin, das von Juni 2005 bis Januar 2009 monatlich bei Gruner + Jahr erschien.
Herausgegeben wurde es bis Juni 2007 durch Klaus Liedtke, der zugleich Chefredakteur der Zeitschrift National Geographic ist. Das publizistische Grundkonzept entwickelte der ehemalige FAZ- und art-Redakteur Holger Christmann.
Gründungschefredakteur war Alexander von Schönburg. Im August 2006 übernahm Andreas Petzold interimsmäßig die Chefredaktion, der zugleich einer der beiden Chefredakteure der Zeitschrift stern war. Ab September 2007 war Andreas Möller Chefredakteur des Magazins.
Die Ausgabe im März 2007 erschien einmalig zum reduzierten Preis von 1 Euro als Reaktion auf die Konkurrenz von Vanity Fair, die ebenfalls zum Einführungspreis von 1 Euro angeboten wurde. Der reguläre Preis lag bei 5 Euro.
In die Schlagzeilen nicht nur der Boulevardzeitungen geriet das Magazin Ende März 2007, nachdem es in der Ausgabe April 2007 erotische Porträts der Politikerin Gabriele Pauli abdruckte, die diese, wie vor allem CSU-Männer befanden, im Stil einer Domina abbildeten.
Am 19. November 2008 gab der Verlag Gruner + Jahr bekannt, die Produktion der Park Avenue aufgrund des fehlenden Markterfolges mit der Ausgabe 01/2009 einzustellen. Obwohl die Zeitschrift zuletzt eine Auflage von 100.000 vorweisen konnte, wurden davon nur knapp 40.000 Exemplare verkauft. Der Großteil galt dem Absatz in Lesezirkeln und als Bordexemplare.